# Princesa d'Ukok
La princesa d'Ukok (en rus: Принце́сса Уко́ка), també coneguda com la Dama de gel o com la princesa d'Altai (Алтайская принцесса en rus), és una mòmia d'una dona del segle V ae, trobada al 1993 en un kurgan de la cultura pazyryk a la República de l'Altai, Rússia. Fou una de les troballes arqueològiques russes més importants de finals del s. XX. Al 2012 la traslladaren a un mausoleu especial al Museu Nacional Republicà de Gorno-Altaisk.

## Introducció
Les restes momificades de la "princesa d'Ukok", nom donat per periodistes i residents de l'Altai, són d'una dona escita que va viure a l'estepa euroasiàtica al segle V ae i es trobaren intactes en una cambra funerària subterrània. L'arqueòloga Natalia Polosmak i el seu equip descobriren la mòmia el 1993, quan era la investigadora principal en l'Institut Rus d'Arqueologia i Etnografia de Novossibirsk. Era la quarta temporada de Polosmak treballant a l'altiplà d'Ukok, on l'institut continuava la recerca sobre la població primitiva del sud de Sibèria.
La princesa d'Ukok és una exponent de la cultura pazyryk, que va prosperar entre els segles VI i II ae a l'estepa siberiana. Trobaren la seua tomba a l'altiplà d'Ukok, prop de la frontera amb la Xina, en el que hui és la República de l'Altai. L'altiplà, part de l'estepa euroasiàtica, es caracteritza per un clima àrid i dur. Hui, els pastors de l'Altai segueixen portant els ramats a l'altiplà durant l'hivern perquè el fort vent buida la pastura i proporciona terres de pasturatge per als animals malgrat les temperatures gelades.

## Descobriment i excavació

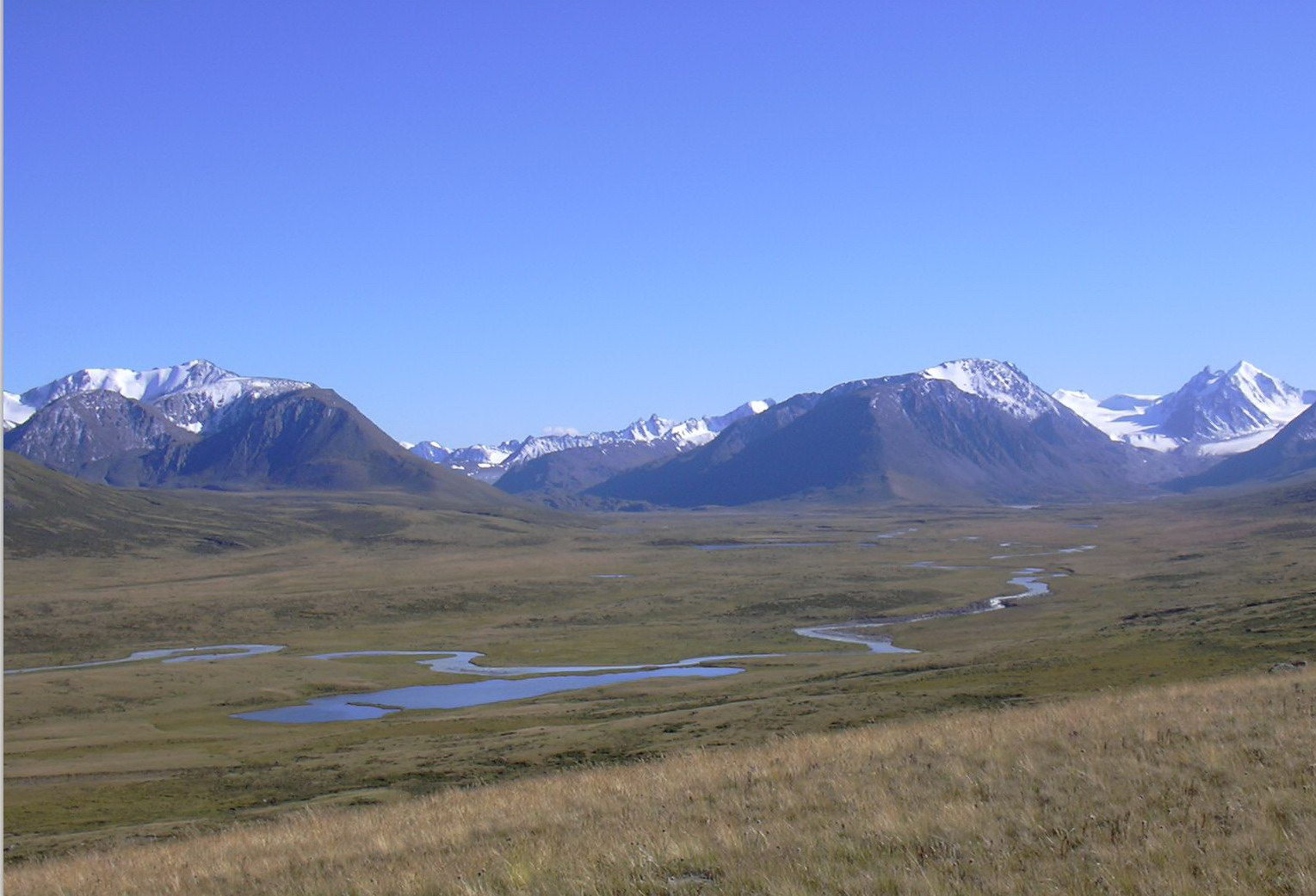
Altiplà d'Ukok

Polosmak i el seu equip foren guiats per un guàrdia fronterer, el tinent Mikhail Chepanov, a un grup de kurgans situats en un territori disputat per Rússia i la Xina. Un kurgan és un túmul funerari cobert amb un monticle de roques. En general, el monticle cobria la cambra funerària, que contenia un cos soterrat dins d'un taüt de troncs, acompanyat d'objectes fúnebres. La cambra de la tomba de la princesa d'Ukok fou construïda d'aquesta manera, i la fusta i altres materials orgànics presents han permés datar-ne l'enterrament. Una mostra del nucli dels troncs de la seua cambra fou analitzada per un dendrocronòleg, i mostres de matèria orgànica de l'estómac dels sis cavalls que eren a la tomba s'examinaren també, i indicaren que la mòmia fou enterrada en primavera, en algun punt del segle V ae.
Abans que Polosmak i el seu equip arribassen a la cambra, es van topar amb un segon soterrament més tardà al mateix kurgan, col·locat damunt del sepulcre de fusta de la princesa. El contingut consistia en un taüt de pedra i fusta amb un esquelet, juntament amb tres cavalls. Polosmak creu que aquest enterrament secundari era el d'un grup estranger, potser de pobles subordinats, que consideraven honorable enterrar els seus morts en kurgans pazyryk.
Un clot excavat al kurgan indicava que aquesta tomba posterior havia estat saquejada. A causa d'aquesta perforació, l'aigua i la neu es filtraren dins la cambra funerària de la princesa d'Ukok. L'aigua es congelà i formà un bloc de gel dins de la cambra, que mai es va descongelar per complet a causa del clima estepari, el permafrost i les roques apilades sobre el monticle que desviaven els raigs del sol. El contingut de l'enterrament romangué congelat durant 2.400 anys, fins a l'excavació de Polosmak.

## Cambra sepulcral
Dins la cambra sepulcral de la princesa hi havia el seu taüt, fet d'un tronc de fusta de làrix massís decorat amb aplicacions de cuir que representaven cérvols. La cambra també contenia dues petites taules de fusta amb cobertes en forma de safata, que s'usaven per a servir menjar i beguda. A les taules s'havia posat carn de cavall i carner; el residu d'un producte làctic, potser iogurt, es trobà en un recipient de fusta amb una empunyadura i un agitador tallats, i se li havia servit una beguda en una tassa de banya per mantenir-la en el seu viatge.
La princesa d'Ukok i els seus cavalls estaven orientats amb el cap cap a l'est, com en altres enterraments pazyryk. Tenia entre 20 i 30 anys en el moment de la mort. Les causes de la seua mort foren desconegudes fins al 2014, quan noves recerques suggeriren que el càncer de mama, combinat amb lesions sofertes en una caiguda, n'era la causa més probable. La troballa de Cannabis en un contenidor prop del cos permet suposar que s'utilitzà aquesta planta per a alleujar els dolors crònics de la dona.
Es creu que pogué haver tingut un estatus elevat de sacerdotessa en la seua comunitat pels articles trobats a la cambra. La pell preservada de la princesa d'Ukok té un tatuatge de cérvol en una espatla i un altre al canell i polze. L'enterraren vestida amb una brusa groga de seda tussor, una faldilla de llana de ratlles vermella i blanca amb un cinyell de borles, polaina de feltre blanc fins a la cuixa, amb una pell de marta, un espill menut fet de metall polit i fusta amb figures de cérvol tallades i un tocat que feia quasi un metre d'alt. El tocat requeria un taüt de vuit peus de llarg. El tocat tenia una subestructura de fusta amb una coberta de feltre i vuit figures felines tallades cobertes d'or. Hi havia restes de llavors de coriandre en un plat de pedra que podia proveir les medecines de la princesa.

## Controvèrsia
L'excavació es va realitzar amb molta cura, tot i que en alguns aspectes s'ha considerat problemàtica, pels mètodes utilitzats per a desfer el gel i retirar els artefactes i el cos del taüt. La mòmia també va sofrir deterioració durant el transport des de l'indret de les excavacions fins al laboratori i, tot i ser en un ambient refrigerat, aquest provocà que se li esvaïren els tatuatges.
Hi hagué una disputa entre les autoritats russes i els habitants de la zona, que reclamaren la princesa d'Ukok i altres kurgans pazyryk. Durant 19 anys després del descobriment, estigué sobretot en un institut científic de Novosibirsk, però al 2012, la mòmia fou retornada a l'Altai, on es conserva en un mausoleu especial del Museu Nacional Republicà de la capital, Gorno-Altaisk. Des de llavors, les excavacions al jaciment s'han prohibit, tot i que es creu que hi ha més artefactes dins la tomba.
Es va crear una reconstrucció del rostre de la princesa d'Ukok usant el seu crani, en conjunció amb les mides preses dels cranis, trets facials i grossor de la pell dels habitants de l'Altai actuals. L'artista que en feu la reconstrucció, Tanya Balueva, va manifestar que la princesa d'Ukok "és un clar exemple d'ètnia caucàsica sense trets típicament mongols". Rima Eriknova, directora del Museu Regional de l'Altai, però, no hi està d'acord i va comentar: "Van fer que la princesa d'Ukok fos completament europea".